# Diana de Versalles
La Diana de Versalles és una estàtua de marbre de la deessa grega Àrtemis (llatí: Diana), amb un cérvol, que es troba en el Museu del Louvre, París. L'estàtua, que té una grandària lleugerament major al natural, és una còpia romana (pertanyent al segle I o II) d'un original grec en bronze que es va perdre i és atribuït a Leocares, prop de l'any 325 aC.
L'obra també és coneguda com a Diana à la Biche, Diane Chasseresse (Diana caçadora) i Artemisa de la caça.

## Descripció
Diana és representada com una caçadora esvelta, acompanyada per un cérvol mascle de grandària menor que el natural, ple de vitalitat. Ella mira cap a la dreta, mentre que amb el braç dret pren una fletxa del seu buirac. Es pot observar que la mà esquerra sosté part d'un arc, encara que falta la totalitat; la desaparició de l'arc converteix a la imatge en un senzill pastoral. Diana vesteix un curt quitó dori, un peple al voltant de la cintura i sandàlies.

## Història

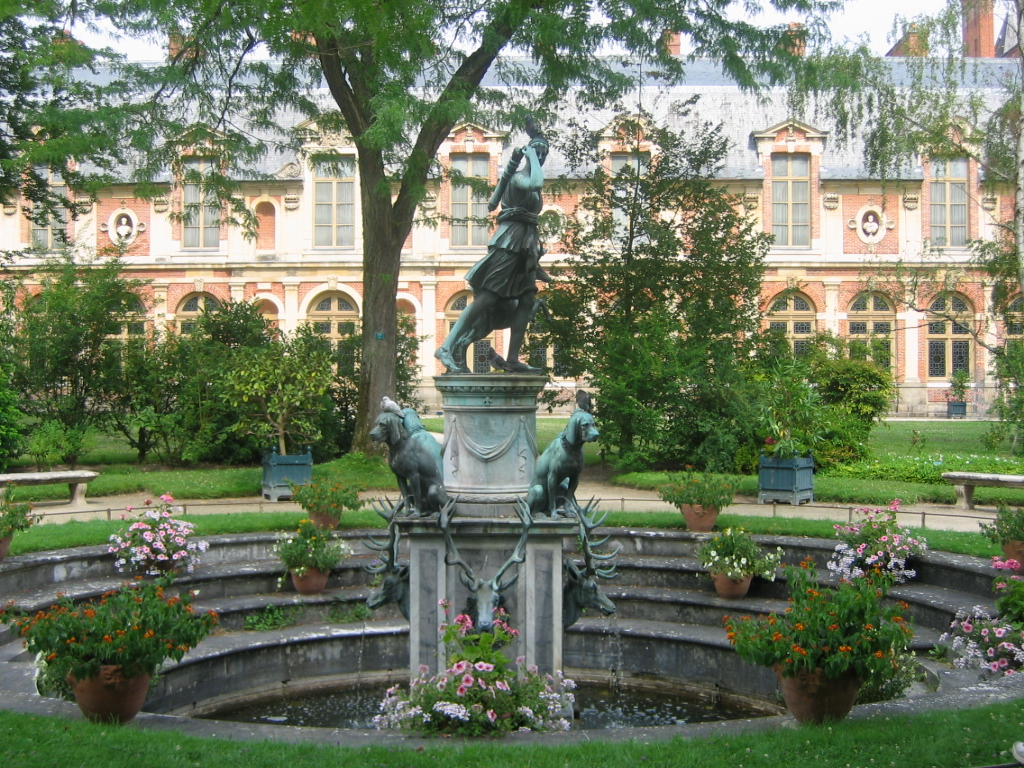
Font de Diana al jardí del Castell de Fontainebleau.

L'estàtua va ser descoberta a Itàlia: el lloc web del Louvre indica que a Nemi, on existia un antic santuari; altres fonts comenten la seva procedència de la Vil·la Adriana a Tívoli. A finalitats de la Dècada del 1550, el papa Pau IV la va regalar a Enric II de França, com una subtil però inevitable al·lusió a l'amant del rei, Diana de Poitiers, sent instal·lada com a peça central del Jardin de la Reine (Jardí de la Reina), a l'oest de la Galerie des Cerfs (Galeria dels Cérvols) al castell de Fontainebleau; allà va ser una de les primeres i més destacades escultures romanes que es veiessin a França. «Única entre les estàtues exportades des d'Itàlia abans de la segona meitat del segle xvii, la Diane Chasseresse va adquirir una reputació fora d'Itàlia equivalent a les obres mestres en el Cortile del Belvedere o laVilla Borghese»" (Haskell i Penny 1981:196), malgrat que els seus admiradors solien confondre-la amb la Artemisa d'Éfeso. L'any 1602, Enric IV la va traslladar al Palau del Louvre, on la Diana va ser instal·lada en una sala dissenyada especialment per acollir-la, la Salle des Antiques (ara, la Salle des Caryatides). En el seu moment, la seva restauració va ser a càrrec de Barthélemy Prieur. En el seu reemplaçament, a Fontainebleau, es trobava la rèplica en bronze creada per Prieur l'any 1605 (Haskell and Penny 1981:196), la mateixa va ser col·locada en un alt pedestal manierista de marbre disposat per l'enginyer hidràulic Tommaso Francini, amb caps de gossos de caça i cérvols de les quals sortia aigua que havien estat creades per Pierre Briard, en un parterre envoltat per una Orangerie. L'any 1634, Hubert Le Sueur va crear una altra rèplica en bronze per a Carles I d'Anglaterra, el cunyat de Lluís XIII.
Lluís XIV de França va instal·lar a la Diana a la Gran Galerie de Versalles. L'any 1710, Guillaume Coustou va realitzar una còpia en marbre per Marly.
Sent un dels majors tresors de França, la Diane Chasseresse va tornar al Louvre en An VI de la Primera República (1798). Va tornar a ser restaurada l'any 1802 per Bernard Lange.
El lloc web del Louvre esmenta rèpliques romanes similars a l'original que han estat trobades a Leptis Magna (Líbia) i a Antalya (Turquia).